# Cray Y-MP

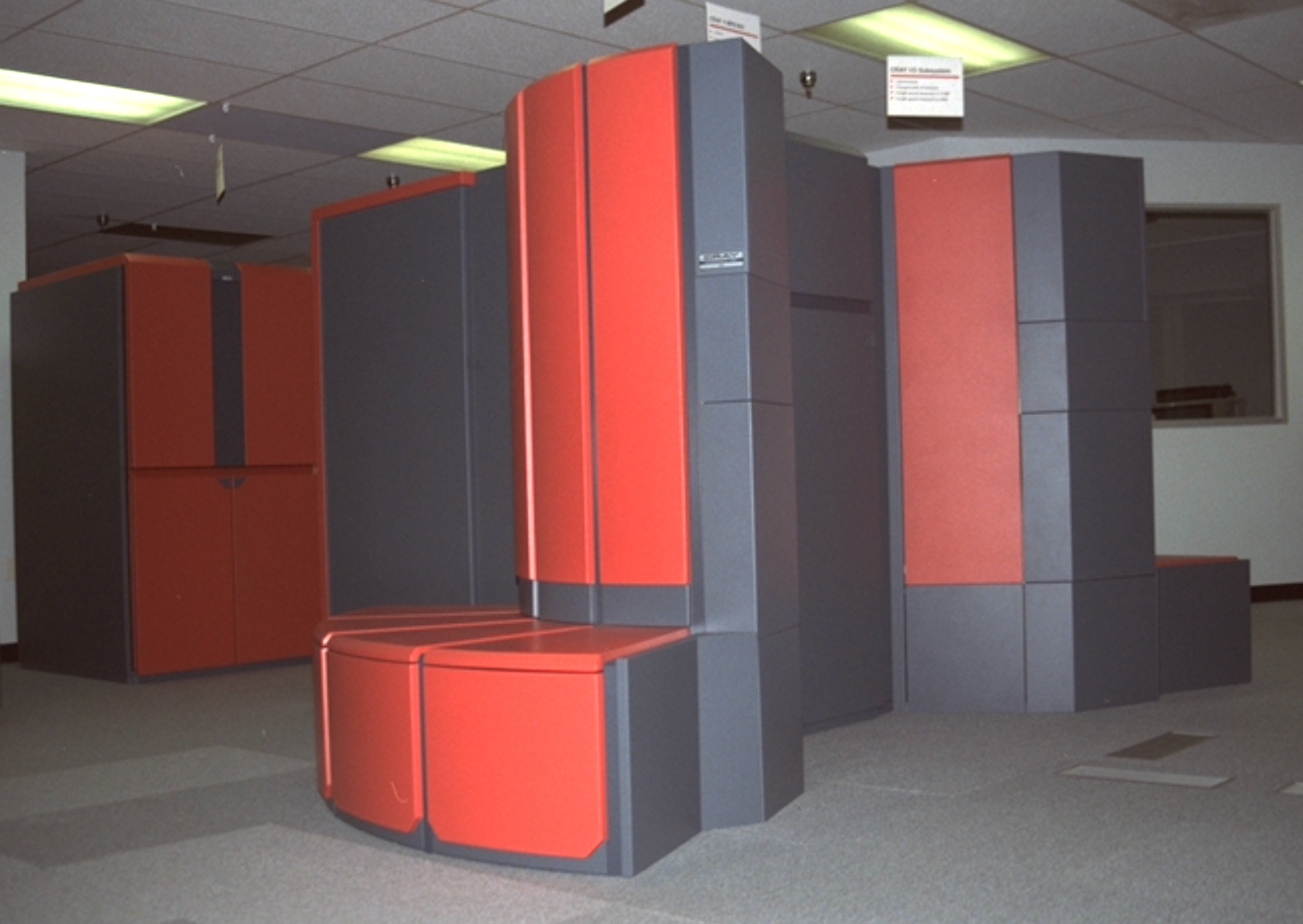
NASA ゴダード宇宙センターにある Cray Y-MP

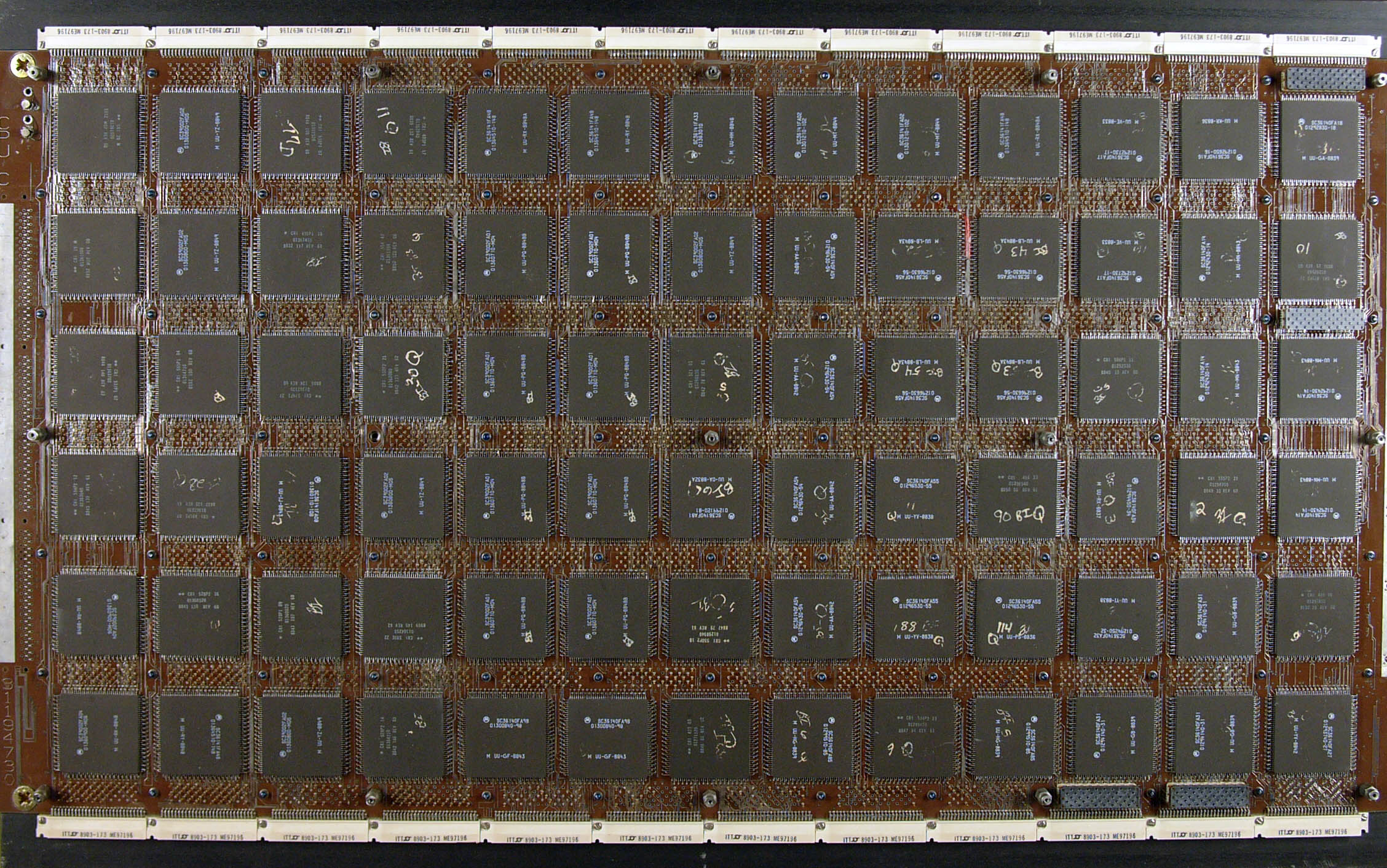
Cray Y-MP のプロセッサ基板

Cray Y-MPは、クレイ・リサーチ社が1988年に発売したスーパーコンピュータであり、同社のX-MPの後継機種である。

## 詳細
Y-MPはX-MPとソフトウェア互換性を保持しつつ、アドレスレジスタを24から32ビットに拡張している。より高密度なECL技術が使われ、新しい液体冷却方式も採用された。Y-MPではクレイのUNICOSオペレーティングシステムが動作した。
Y-MPは2、4または8個のベクトルプロセッサで構成され、各々のプロセッサが2つの機能ユニットを持っている。クロックサイクル時間は 6ns(167MHz)である。従って理論上のピーク性能はプロセッサ1個当たり 333MFLOPSである。主記憶はSRAMで構成されていて、容量は128、256、512Mバイトのいずれかである。
最初のY-MP(Y-MP Model D)は蹄鉄形のX-MPと同様な筐体に格納されていたが、中間に矩形のキャビネット(CPU基板を格納)が追加され、平面図で見ると「Y」字形を成していた。システムには1個か2個の Model D IOS(Input/Output Subsystem、入出力サブシステム)と、オプションで256Mバイトから4Gバイトの容量の拡張記憶装置(SSD、Solid State Disk)を接続することができた。

## 後継機種
Model D の Y-MPは 1990年にY-MP Model Eに取って代わられた。これは、IOS を2倍の入出力スループットを持つModel Eと置き換えたものである。Y字形の筐体は、構成によって1個か2個の矩形のキャビネットに置き換えられた(各キャビネットに液体冷却システムを含む)。最大主記憶容量は2Gバイトまで増大し、最高8台までのIOSが可能であった。Model E のバリエーションとして Y-MP 2E、Y-MP 4E、Y-MP 8E、Y-MP 8Iがあり、8I は 8E をひとつの筐体にしたものである(I は Integrated=「統合された」の意)。2Eと4Eは、オプションの二次空冷装置を使用可能。
1992年に導入されたY-MP M90は、Y-MP Model E の大容量メモリ版である。これはY-MPのSRAMを最高32Gバイトまでの低速だが高密度のDRAMデバイスと置換したものである。Y-MP M90は最高2/4/8個のプロセッサを構成可能なバリエーションがある(それぞれ M92、M94、M98)。後にそのモデル名は Cray M90シリーズと略された。
また1992年、クレイはより低価格のY-MP EL(Entry Level)を導入した。1990年にクレイがSuperTekから取得した S-2 の設計に基づいてCMOS技術でY-MPアーキテクチャの再実装をしたものである。ELは従来とは完全に違うVMEバスベースのIOSを持ち、空冷であった。ELの構成としては、プロセッサは最高4個まで(各プロセッサのピーク性能は 133MFLOPS)、メモリは 32Mバイトから 1Gバイトまでである。Y-MP ELは後に Cray EL90シリーズ(EL92、EL94、EL98)に発展した。
また、Y-MP C90シリーズもある。